# Scottish Women’s Premier League Cup 2015
Der Scottish Women’s Premier League Cup wurde 2015 zum 14. Mal ausgespielt. Der schottische Fußball-Ligapokal der Frauen, der unter den Teilnehmern der Scottish Women’s Premier League ausgetragen wurde, begann am 1. März 2015 und endete mit dem Finale am 3. Juni 2015 im Ainslie Park in Edinburgh. Der Ligapokal wurde im K.-o.-System mit 12 Mannschaften ausgetragen. Wurde in einem Duell nach 90 Minuten und Verlängerung kein Sieger ermittelt, so wurde ein Spiel im Elfmeterschießen entschieden.
Als Titelverteidiger startete der Rekordsieger Glasgow City FC in den Wettbewerb, der im Vorjahresfinale gegen Hibernian Edinburgh gewann. Im diesjährigen Endspiel um den Schottischen Liga-Pokal der Frauen standen sich erneut Glasgow City und Hibernian Edinburgh gegenüber. Glasgow City erreichte das Finale zum vierten Mal in Folge und zum neunten Mal in der Vereinsgeschichte. Für die „Hibs“ war es die siebte Teilnahme am Endspiel.
Glasgow City konnte durch einen 2:1-Finalsieg in der Verlängerung zum sechsten Mal den Pokal gewinnen.

## Termine
| Runde         | Datum          | Spiele | Vereine | Neueinstiege |
| ------------- | -------------- | ------ | ------- | ------------ |
| 1. Runde      | 1. März 2015   | 3      | 6 → 3   | keine        |
| Viertelfinale | 19. April 2015 | 4      | 8 → 4   | 5            |
| Halbfinale    | 10. Mai 2015   | 2      | 4 → 2   | keine        |
| Finale        | 3. Juni 2015   | 1      | 2 → 1   | keine        |

## 1. Runde
Die 1. Runde wurde am 1. März 2015 ausgetragen.
| Datum                   |                     | Ergebnis |                     |
| ----------------------- | ------------------- | -------- | ------------------- |
| 1. März 2015, 13:00 BST | Glasgow Rangers     | 0:1      | FC Spartans         |
| 1. März 2015, 15:00 BST | Hibernian Edinburgh | 8:0      | Hamilton Academical |
| 1. März 2015, 15:30 BST | Hamilton Academical | 0:8      | Celtic Glasgow      |

## Viertelfinale
Das Viertelfinale wurde am 19. April 2015 ausgetragen.
| Datum                     |                              | Ergebnis              |                |
| ------------------------- | ---------------------------- | --------------------- | -------------- |
| 19. April 2015, 14:00 BST | Inverness Caledonian Thistle | 1:2                   | FC Aberdeen    |
| 19. April 2015, 15:00 BST | Hibernian Edinburgh          | 2:2 n. V. (4:1 i. E.) | FC Spartans    |
| 19. April 2015, 15:00 BST | University of Stirling       | 0:4                   | Celtic Glasgow |
| 19. April 2015, 15:30 BST | Glasgow City FC              | 11:00                 | Hutchison Vale |

## Halbfinale
Das Halbfinale wurde am 10. Mai 2015 ausgetragen.
| Datum                   |                     | Ergebnis |                 |
| ----------------------- | ------------------- | -------- | --------------- |
| 10. Mai 2015, 13:00 BST | Celtic Glasgow      | 0:4      | Glasgow City FC |
| 10. Mai 2015, 16:00 BST | Hibernian Edinburgh | 4:0      | FC Aberdeen     |

## Finale
| Glasgow City FC                                                  | Glasgow City FC | Hibernian Edinburgh | Hibernian Edinburgh |
| ---------------------------------------------------------------- | --- | --- | ------------------- |
| Glasgow City FC                                                  | \| 3. Juni 2015 um 20:30 Uhr (Ortszeit) in Edinburgh (Ainslie Park) \| \| Ergebnis: 2:1 n. V. (1:1, ?:?) \| \| Spielbericht \| | \| 3. Juni 2015 um 20:30 Uhr (Ortszeit) in Edinburgh (Ainslie Park) \| \| Ergebnis: 2:1 n. V. (1:1, ?:?) \| \| Spielbericht \| | Hibernian Edinburgh |
| Glasgow City FC                                                  | Cheftrainer: Eddie Black | Cheftrainer: Chris Roberts | Hibernian Edinburgh |
| Glasgow City FC                                                  | 1:0 Kerry Montgomery 2:1 Susan Fairlie                                                                                         | 1:1 Heather Richards | Hibernian Edinburgh |
| 3. Juni 2015 um 20:30 Uhr (Ortszeit) in Edinburgh (Ainslie Park) | | |                     |
| Ergebnis: 2:1 n. V. (1:1, ?:?)                                   | | |                     |
| Spielbericht                                                     | | |                     |